# Mauremys leprosa
Mauremys leprosa là một loài rùa trong họ Emydidae. Loài này được Schweigger mô tả khoa học đầu tiên năm 1812.

## Hình ảnh

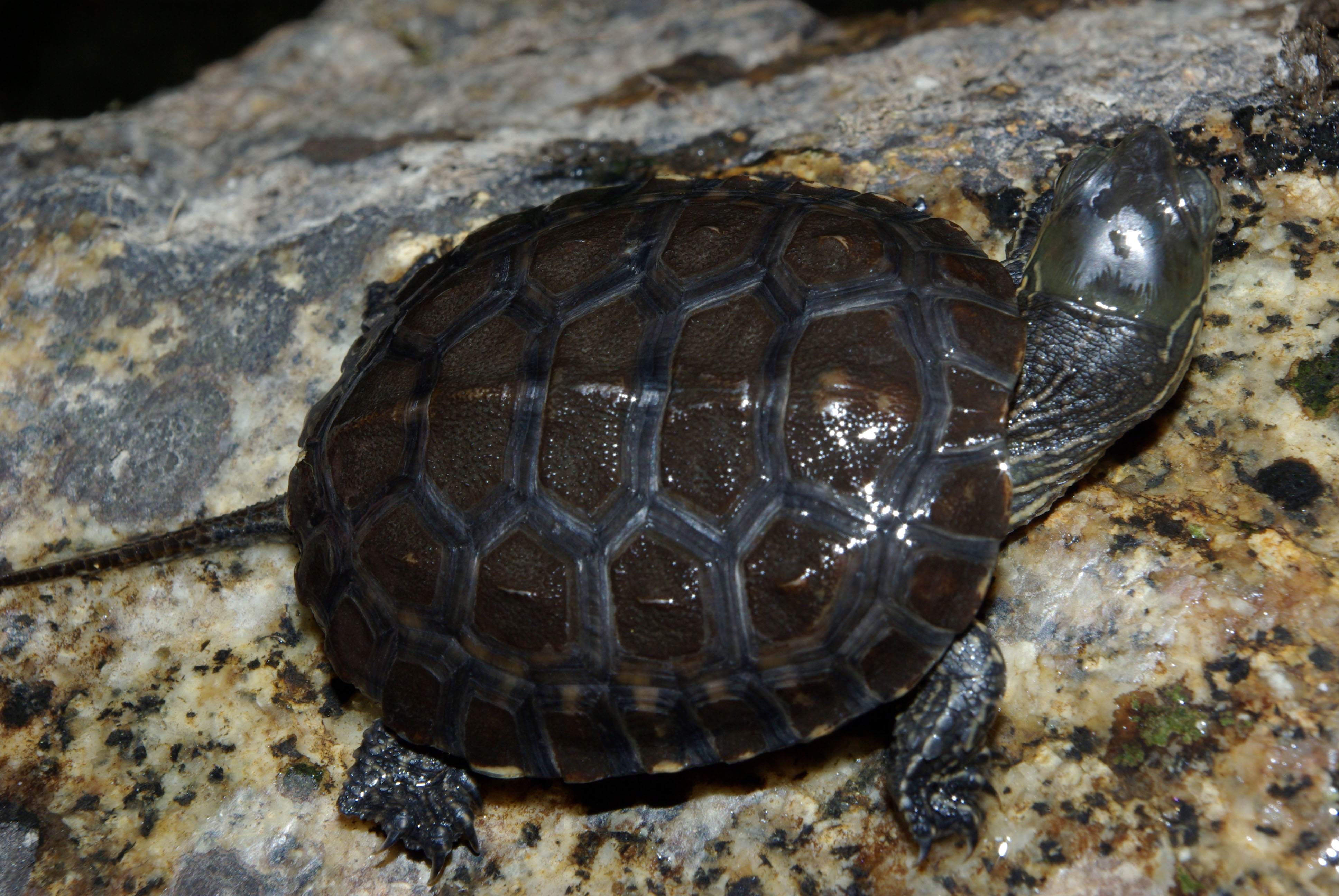
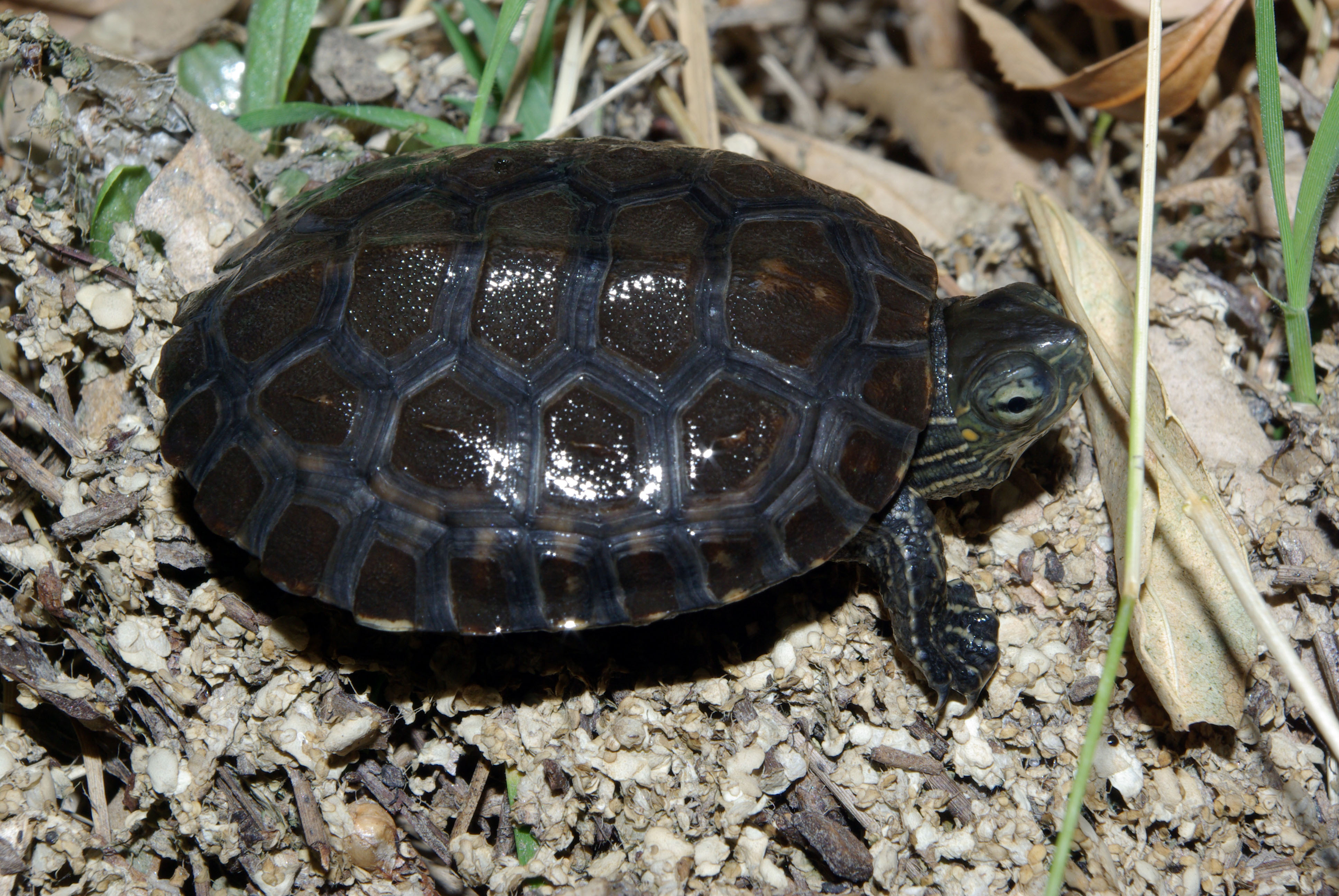
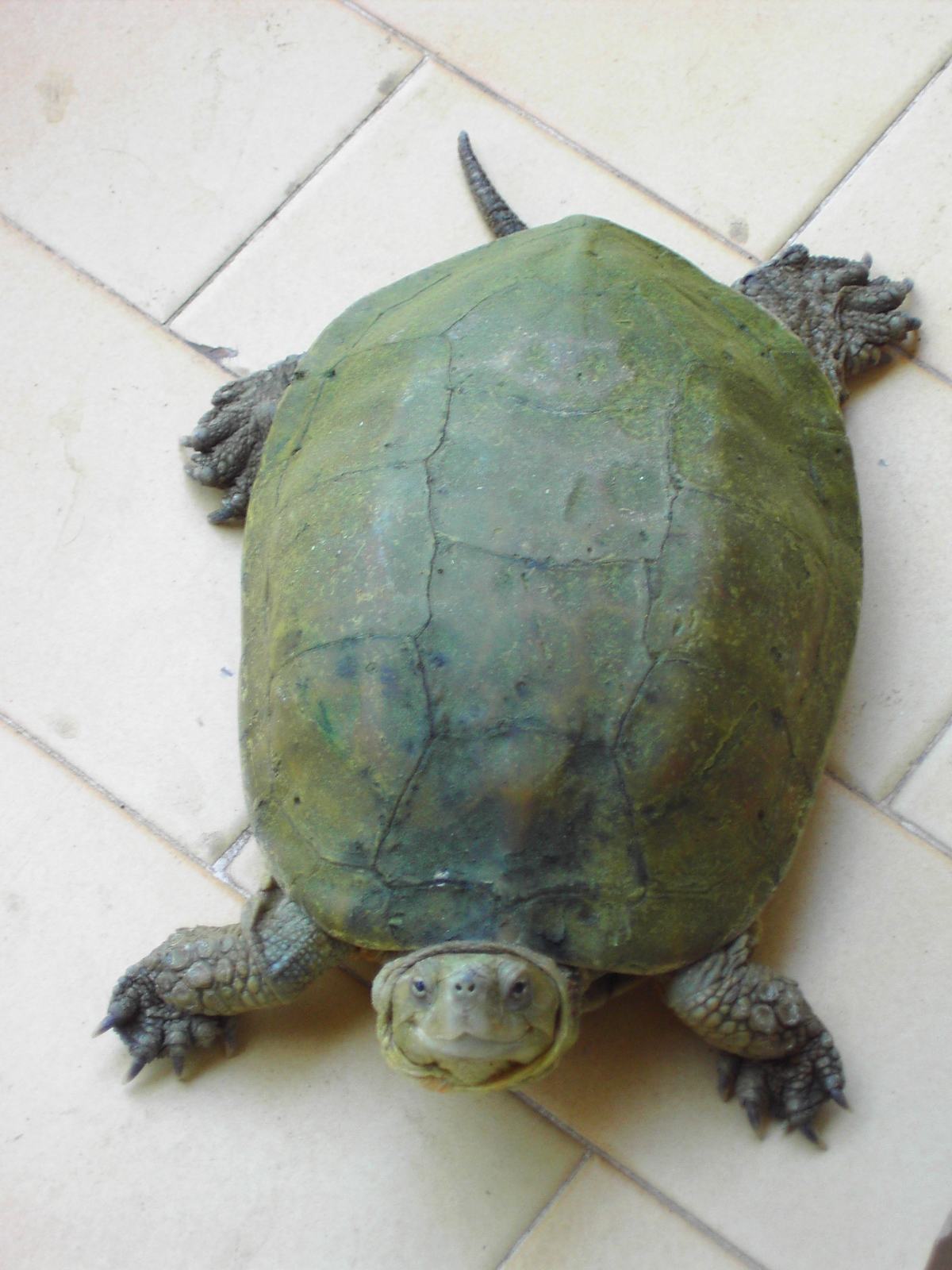
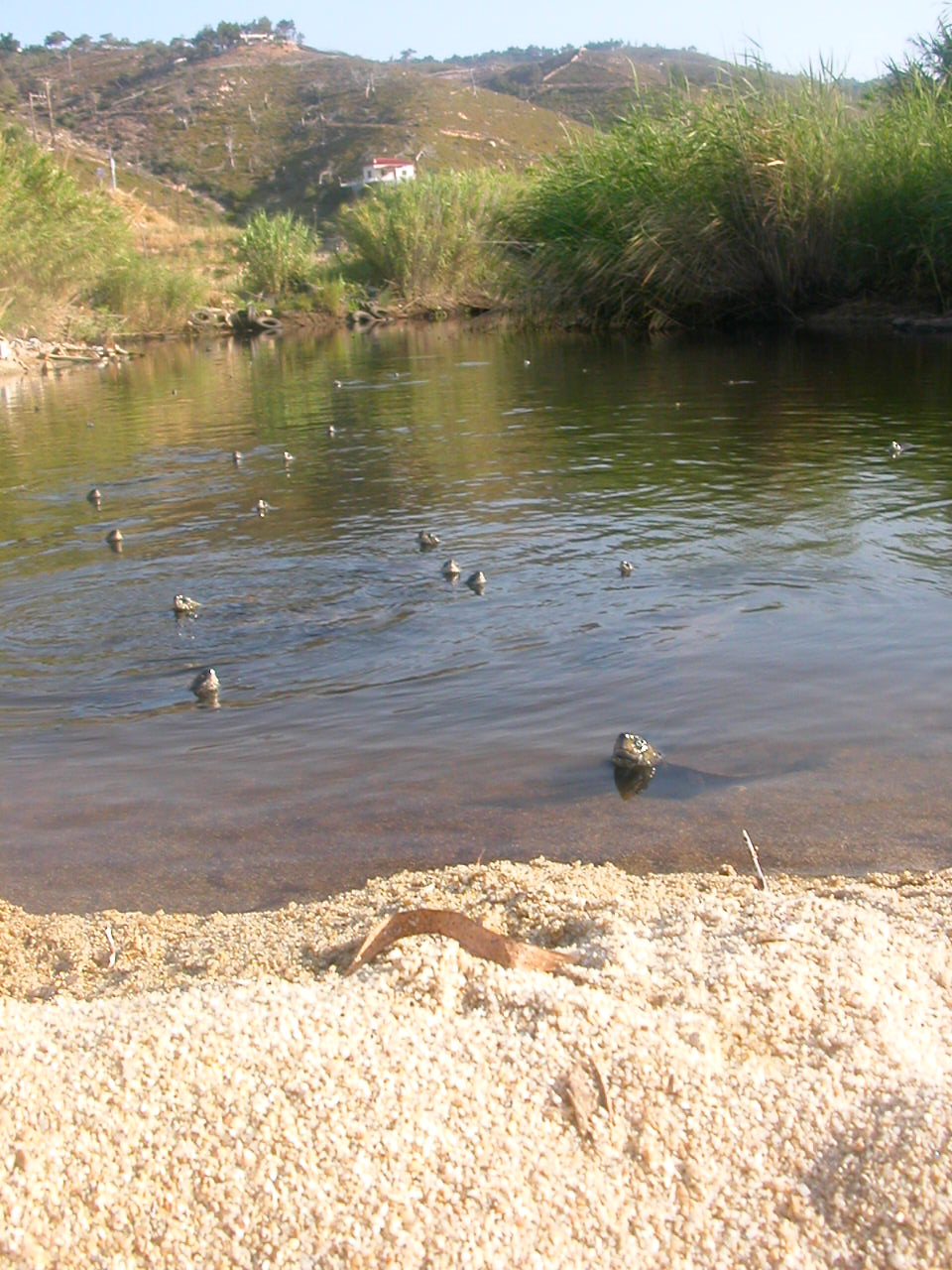